# SŽD-Baureihe ВЛ8
Die Lokomotiven der Baureihe ВЛ8 (deutsche Transkription WL8) der Sowjetischen Eisenbahnen (SŽD) sind breitspurige Doppellokomotiven für den Betrieb mit 3 kV Gleichspannung. Ursprünglich als Baureihe Н8 (deutsch: N8) eingeführt, erhielt diese erst 1963 ihre aktuelle Bezeichnung, deren Kürzel BЛ (WL) für die Initialen von Vor- und Nachnamen Wladimir Iljitsch Lenins steht.

## Baureihe ВЛ8/Н8
Zur Schaffung einer wirtschaftlicheren Alternative zu Doppeltraktionen der Baureihe ВЛ22М im Güterverkehr begann 1952 die Elektrolokomotivenfabrik Nowotscherkassk mit der Entwicklung der ersten sowjetischen Doppellokomotive für Elektrobetrieb, ähnlich der einige Jahre zuvor entwickelten zweiteiligen Diesellokomotive ТЭ2. Die Technik basierte weitgehend auf der Baureihe ВЛ22, der ersten in Nowotscherkassk in großen Stückzahlen gebauten Elektrolokomotive. Die beiden Lokhälften erhielten aber nur vier Achsen statt deren sechs, wie sie bei der ВЛ22 unter dem einteiligen Kasten angeordnet sind. Der als Н8-001 bezeichnete Prototyp wurde 1953 fertiggestellt. Die Baureihenbezeichnung Н8 leitete sich dabei vom Werksstandort Nowotscherkassk (Новочеркасск) und der Achsanzahl ab.
Die beiden Hälften der Lokomotive waren fest miteinander verbunden und wurden nur für Wartungsmaßnahmen getrennt. Der Lokkasten war gegenüber der Baureihe ВЛ22 neu gestaltet mit seitliche angeordneten Führerstandstüren im Gegensatz zur ВЛ22, bei welcher sich die Führerstandstüre in der Stirnfront befindet. Die Н8-001 wurde mit neu konstruierten Motoren des Typs НБ-406А (deutsch: NB-406A) ausgerüstet.
Der Prototyp Н8-001 wurde auf den Strecken Tiflis–Sestaponi und Kropatschowo–Slatoust–Tscheljabinsk erprobt. 1955 wurden die Н8-002 bis -008 gebaut, 1956 begann die Serienfertigung der Baureihe Н8.
Ab 1957 wurden die Lokkästen von der Lokomotivfabrik Luhansk zugeliefert. Ab 1958 wurde aus Kapazitätsgründen die Elektrolokomotivenfabrik Tiflis in den Bau der Baureihe Н8 einbezogen. Die dort gebauten Lokomotiven erhielten an der Frontseite ein geändertes Firmensymbol, anstelle des Sterns wurde der abgekürzte Name des Werks zusätzlich in georgischer Schrift angebracht. Ab Januar 1963 wurde die Baureihenbezeichnung ВЛ8 verwendet, die bis dahin gelieferten Lokomotiven wurden umnummeriert. In Nowotscherkassk wurden ВЛ8-001 bis -200 und -1201 bis 1431, in Tiflis ВЛ8-201 bis 1200 und -1432 bis 1723 gebaut. Bei den letzten Serien aus Tiflis wurde die Gestaltung des Firmensymbols an der Front geändert. Der Bau der ВЛ8 endete 1967. Die Produktion wurde vollständig auf die Nachfolgebaureihe ВЛ10 umgestellt.
Ab Mitte der 1970er Jahre wurden die ВЛ8 zunehmend auch im Personenverkehr eingesetzt und zu diesem Zweck mit Heizleitungen ausgestattet.
Ab 1956 wurde in Nowotscherkassk eine einteilige sechsachsige Version als Baureihe ВЛ23 gebaut.

## Baureihe ВЛ8В
Als Einzelstück wurde 1966 bei der Elektrolokomotivenfabrik Tiflis die ВЛ8В-001 gebaut. Sie erhielt zusätzlich die Ausrüstung für den Einsatz mit 6 kV Gleichstrom. Sie wurde 1976 ausgemustert.

## Baureihe ВЛ8М
Die Höchstgeschwindigkeit der ВЛ8 beträgt 80 km/h. Zur Erhöhung der Geschwindigkeit wurde 1968 ВЛ8-948 modifiziert, die Höchstgeschwindigkeit ließ sich jedoch lediglich bis 90 km/h steigern. Erst 1973 gelang es, ВЛ8-321 für eine Höchstgeschwindigkeit von 100 km/h umzurüsten. Von 1976 bis 1985 wurden weitere ВЛ8 umgerüstet und seitdem als ВЛ8М bezeichnet. Äußerlich sind sie außerdem an veränderten Scheinwerfern erkennbar. Noch 2007 wurde zumindest die ВЛ8-599 im Werk Lwiw in der Ukraine zur ВЛ8M-599 umgebaut.

## Einsatz
Die Baureihe ВЛ8 wurde zunächst auf neu elektrifizierten sibirischen Strecken eingesetzt. Ab 1967 wurde sie dort von der Nachfolgebaureihe ВЛ10 verdrängt und großräumig im Netz verteilt. Bei Auflösung der Sowjetunion 1991 gelangten die ВЛ8 zu den Bahnen der Nachfolgerstaaten: zur RŽD in Russland, zur UZ in der Ukraine, zur GR in Georgien, zur HJ in Armenien und zur ADDY in Aserbaidschan. In Russland sind die ВЛ8 aus dem Betrieb ausgeschieden, sie waren zuletzt noch an der Schwarzmeerküste vom Depot Tuapse im Einsatz. 2007 waren ВЛ8 noch in der Ukraine bei der Donezka Salisnyzja und bis mindestens 2010 auch bei der Prydniprowska Salisnyzja in Betrieb. In Aserbaidschan, Armenien und Georgien sind die Lokomotiven weiterhin in geringen Stückzahlen im Einsatz.

## Bilder
|  |  |  |